# Marco Da Villa
Marco Da Villa (Venezia, 30 maggio 1975) è un politico italiano.

## Biografia

### Elezione a deputato
Alle elezioni politiche del 2013 viene eletto deputato della XVII legislatura della Repubblica Italiana nella circoscrizione VIII Veneto 2 per il Movimento 5 Stelle.